# 勅旨
勅旨（ちょくし）とは、律令制における天皇の命令書である勅書の一種である公文書。大宝律令以後において天皇の私的命令あるいは特定個人に対する命令である勅について原則的にはこの形式で出されていた。

## 概要
公式令によれば、まず天皇が勅の内容を侍従などに伝えてそれを中務省に伝達する。中務省ではこれに基づいて内記が草案を作成し、天皇に覆奏して内容を確認する。確認後、中務省の責任者3名（卿・大輔・少輔）が内記の記した官位姓の下に自署を行い正文を作成した後に、その写本を太政官に送付し、太政官の史が「奉勅旨如右、符到奉行」の文言を加えて署名し、弁官の署名がこれに続く。弁官は改めて写本を作成し、その内容の実施を命じる太政官符を添付、地方に対しては勅旨をそのまま太政官符化した騰勅符の形式で施行することになっていた（なお、公式令には緊急時などに太政官での手続きを省略して中務省符で出す略式の勅旨の規定も存在するが、現存の記録では実施が確認できていない）。
なお、公式令の規定に従えば、詔書と違って天皇が直接署名などの行為を行うことはないが、実際の運用においては、法的には勅旨で出される事項であった場合でも天皇が重要と認識した場合には、天皇が詔書と同様に日付などを加えた勅旨を特に発給されるケースもあった。